# Denise Schmandt-Besserat
Denise Schmandt-Besserat (Ay, 10 agosto 1933) è un'archeologa francese e professoressa in pensione di arte e archeologia dell'antico Vicino Oriente.
Ha trascorso gran parte della sua carriera professionale come professoressa presso l'Università del Texas. È nota per il suo lavoro sulla storia e l'invenzione della scrittura. La sua ricerca, molto nota e citata, è stata da più autori criticata, soprattutto in relazione all'interpretazione dei cosiddetti token (calculi), in particolare quelli complessi; tuttavia, l'idea che la scrittura sia emersa in funzione di conteggio, catalogazione e commercio dei prodotti agricoli è ampiamente accettata.